# Beeston Castle
Beeston Castle ist eine englische Burgruine in Beeston, Cheshire. Ihre Wurzeln reichen in die 1220er Jahre zurück.

## Geschichte
Die von Ranulf de Blondeville, 4. Earl of Chester (1172–1232) erbaute Burg ging 1237 in den Besitz des englischen Königs Heinrich III. über. Ab dem Jahr 1643 diente sie als Festung der New Model Army im Englischen Bürgerkrieg. 1646 wurde Beeston Castle von Soldaten der königlichen Armee teilweise zerstört. Die Burgruine ist seit 1967 ein Grade I listed building. 2022 betrug die Besucherzahl etwa 52.000 Menschen.

## Beschreibung
Die Ruine steht auf einem steilen Hügel und wird durch einen Halsgraben geschützt. Am Fuß des Hügels befindet sich ein Torhaus, das Mitte bis Ende des 19. Jahrhunderts erbaut wurde. Der Bau ist ein Grade II listed building und beherbergt in einem Anbau ein Museum mit Fundstücken aus der Jungsteinzeit und der Bronzezeit sowie Überreste einer Wallburg aus der Eisenzeit, die sich auf dem Gelände befand.
Um die Burgbewohner mit frischen Wasser zu versorgen, wurden zwei Burgbrunnen in den Fels gehauen. Ein Brunnen ist mit 113 m Tiefe der tiefste Burgbrunnen Englands.